# Округ Шаста (Калифорнија)
Шаста (енгл. Shasta County) је округ у америчкој савезној држави Калифорнија.

## Демографија
По попису из 2010. године број становника је 177.223, што је 13.967 (8,6%) становника више него 2000. године.
| Група             | 2000.           | 2010.           |
| Белци             | 141.097 (86,4%) | 146.044 (82,4%) |
| Афроамериканци    | 1.225 (0,8%)    | 1.548 (0,9%)    |
| Азијати           | 3.048 (1,9%)    | 4.391 (2,5%)    |
| Хиспаноамериканци | 8.998 (5,5%)    | 14.878 (8,4%)   |
| Укупно            | 163.256         | 177.223         |